# Myopites apicatus
Myopites apicatus är en tvåvingeart som beskrevs av Amnon Freidberg 1980. Myopites apicatus ingår i släktet Myopites och familjen borrflugor. Inga underarter finns listade i Catalogue of Life.